# Certonotus seminiger
Certonotus seminiger là một loài tò vò trong họ Ichneumonidae.